# Dreifaltigkeitskirche (Radom)

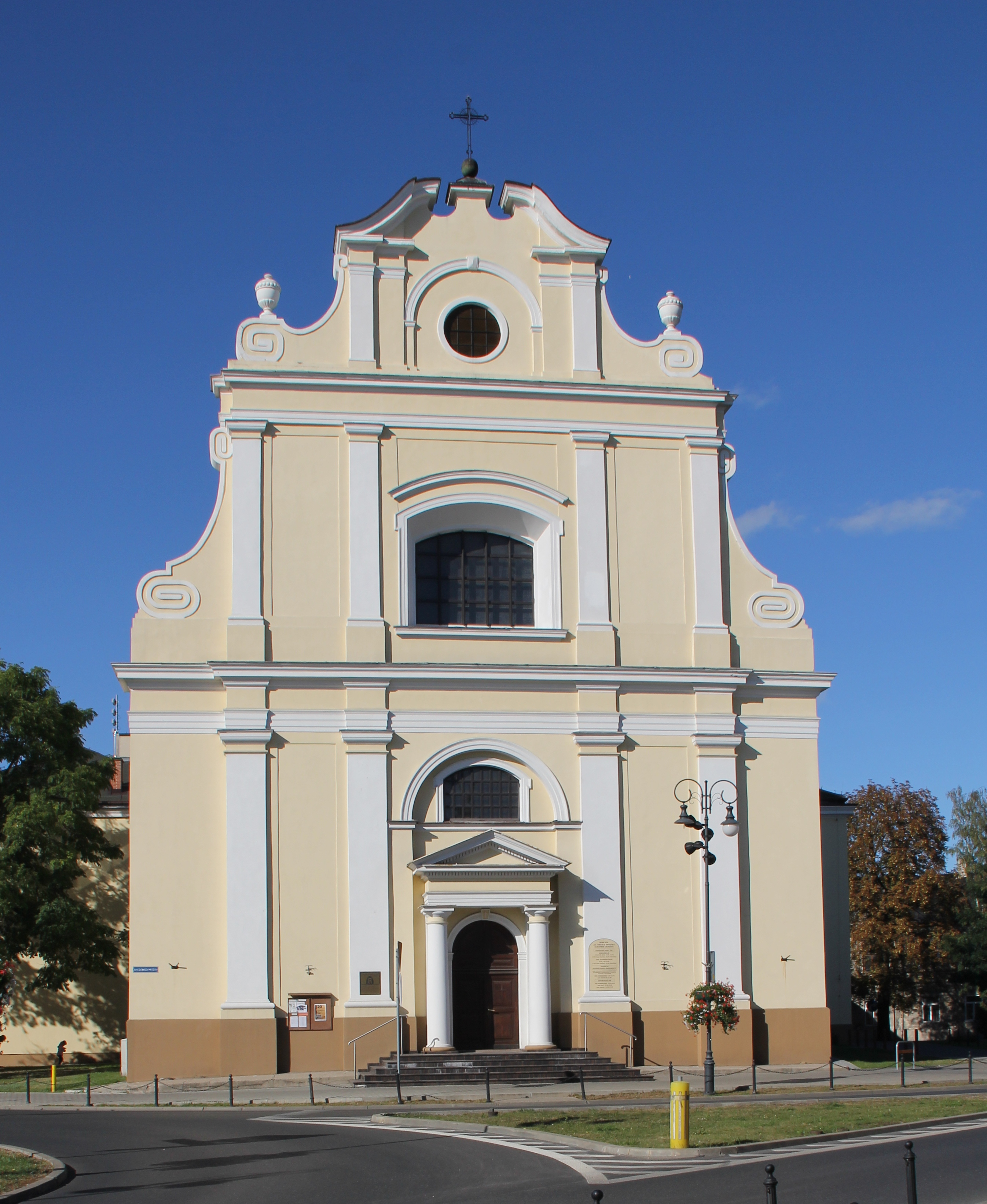
Hauptfassade der Kirche, 2012

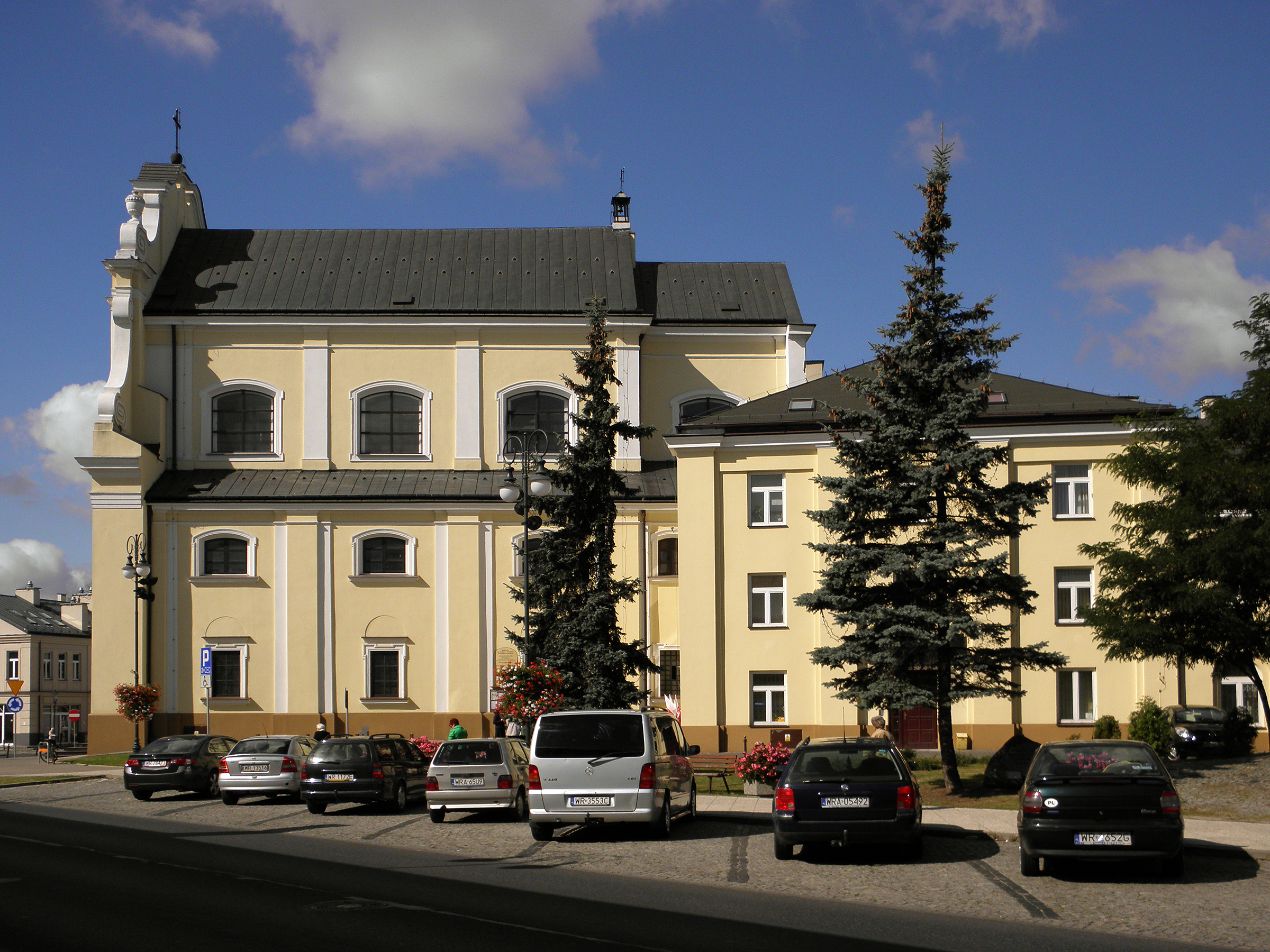
Ansicht von Osten, 2012

Die Dreifaltigkeitskirche (polnisch Kościół rektoralny pw. Świętej Trójcy) in der Großstadt Radom ist eine römisch-katholische Kirche in der Woiwodschaft Masowien in Polen. Das ehemalige Kloster der Benediktinerinnen diente 180 Jahre lang als Gefängnis und beherbergt heute die Diözesankurie des Bistums Radom.

## Lage
Das Gebäude steht am „plac Kazimierza Wielkiego“ östlich des Stadtviertel Miasto Kazimierz (Kasimirs Stadt), das wie der Platz nach Kasimir dem Großen benannt ist. Die Innenstadt schließt sich südöstlich an. Die Kirche ist nicht geostet. Sie ist Station des Rundgangs „Radomer Baudenkmäler“.

## Geschichte
Barbara Tarłowa, geborene Dulska und Starostin von Sochaczew stiftete 1613 die Kirche und ein Benediktinerinnenkloster in Radom. Ihr Sohn Jan Karol Tarła, Kastellan von Wiślica und Starost von Zwoleń, begann sechs Jahre später mit dem Bau einer Holzkirche und eines Gebäudes für die Nonnen. Die ersten Benediktinerinnen von der Kongregation in Chełmno (Kulm) kamen 1627 aus Toruń (Thorn) nach Radom. Zwei Jahre später wurde die Kirche von Bischof Stanisław Starczewski geweiht. Die gesamte Anlage wurde 1655 im Zweiten Nordischen Krieg („Schwedische Sintflut“) niedergebrannt.
Mit einer Stiftung von Jerzy Dominik Lubomirski wurde 1678 der Grundstein für den Bau einer Backsteinkirche gelegt. Die Entwürfe stammten von Tylman van Gameren. Die Kirche im Stil des Barock wurde 1691 in Form einer Basilika mit drei Schiffen und rechteckigem Grundriss fertiggestellt. In der russischen Zeit veranlassten die Behörden den Umbau der Kirche in eine orthodoxe Kirche, der von 1834 bis 1837 nach Entwürfen von Stefan Baliński erfolgte. Ein umfassender Umbau, der dem heiligen Nikolaus geweihten Kirche, erfolgte 1864 nach Plänen von Antoni Kacper Wąsowski. Neben der Umgestaltung der Fassade wurde über dem Tympanon eine Kuppel errichtet. Nach Beginn des Ersten Weltkriegs diente die Kirche als Lagerhaus.
Piotr Górski, Priester und apostolischer Protonotar, setzte sich für die Erneuerung der Radomer Kirchen ein. Kazimierz Prokulski entwarf eine neobarocke Fassade mit neuem Giebel. Die Kuppel wurde entfernt. Nach dreijähriger Bauzeit wurde der Wiederaufbau 1927 vollendet. Eine Renovierung erfolgte 1937. Die Kirche erhielt figürliche Buntglasfenster, die in Krakau angefertigt wurden. Sie war für Gottesdienste der Radomer Schüler bestimmt.
Nach Kriegsende war der spätere Bischof Piotr Gołębiowski dort bis 1947 Seelsorger. Die Kirche wurde am 15. August 1947 den Jesuiten übergeben. Eine weitere Renovierung erfolgte 1982. Das Bauwerk wurde unter den Nummern 453 und 223/A/83 am 28. Februar 1957 und dem 27. August 1983 in die nationale Denkmalliste der Woiwodschaft eingetragen. Am 8. Dezember 1997 weihte Kardinal Franciszek Macharski vor der Kirche ein Mariendenkmal, das den ungeborenen Kindern gewidmet ist.

## Gewaltopfer
Bolesław Strzelecki war von 1935 bis 1940 dort Priester. Er wurde am 2. Mai 1941 im KZ Auschwitz ermordet. Sein Kollege Stefan Grelewski, ebenfalls promovierter Theologe, starb sieben Tage später an Hunger und Erschöpfung im Lagerkrankenhaus des KZ Dachau. Beide wurden am 13. Juni 1999 von Papst Johannes Paul II. in Warschau mit 106 weiteren polnischen Märtyrern des deutschen Besatzungsregimes seliggesprochen.
Während der Radomer Arbeiterproteste im Juni 1976 segnete Pater Dr. Roman Kotlarz, aus dem nahen Pelagiów, Arbeiter von den Stufen der Kirche. Kotlarz wurde von Sicherheitskräften zusammengeschlagen und starb am 18. August 1976 im Radomer Krankenhaus. Die Täter blieben „unbekannt“.

## Geschichte des Klosters

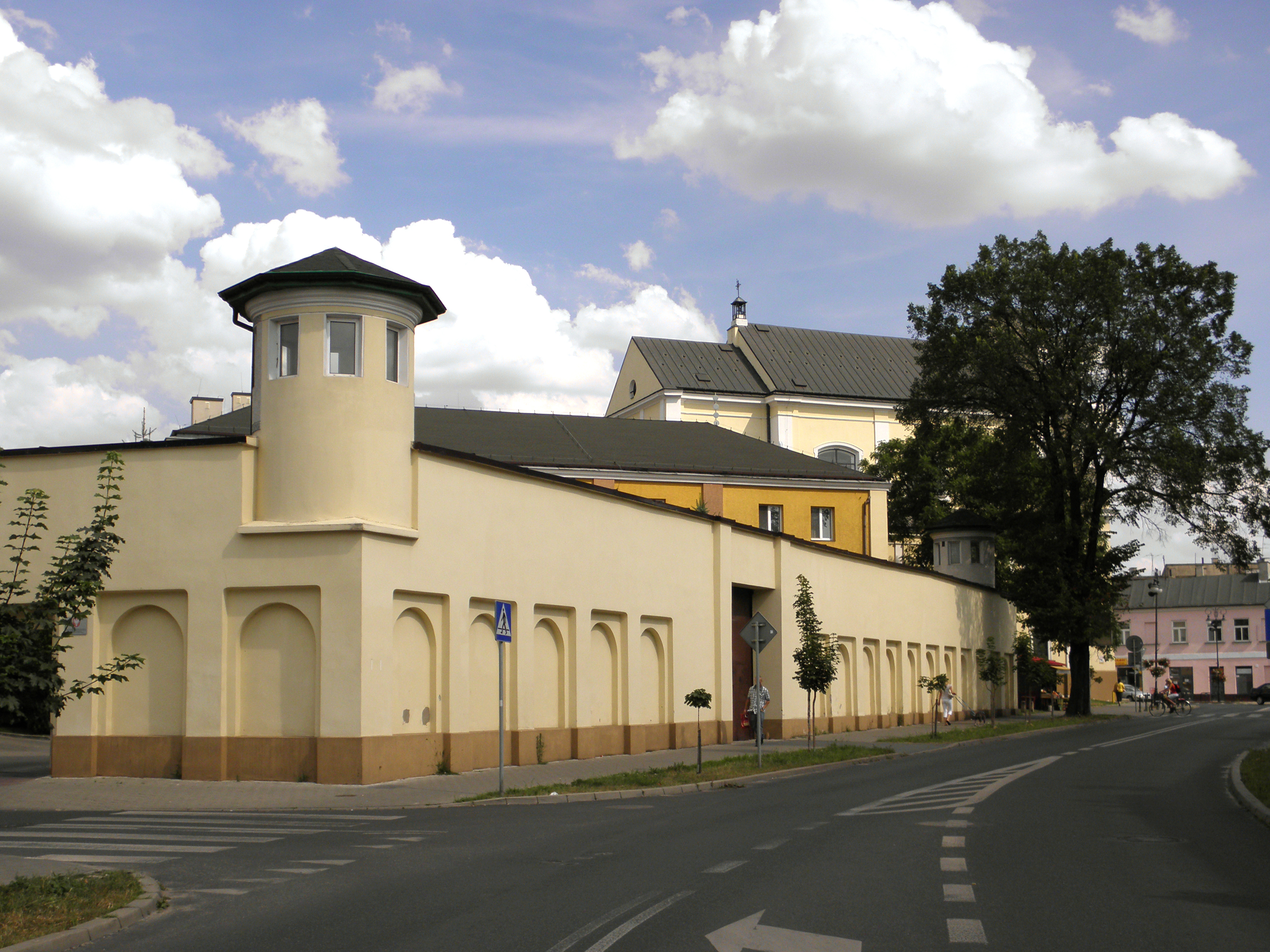
Mauer des Gefängnisses, 2012

In den Jahren von 1696 bis 1733 wurde neben der Kirche auf der Nordseite ein viereckiges Kloster mit Innenhof errichtet. Die Benediktinerinnen kehrten 1733 in die Gebäude zurück und gründeten eine Mädchenschule und eine Stickereiwerkstatt. Zu Zerstörungen kam es durch einen Brand im Jahr 1774, sie wurden 1776 beseitigt. Im Jahr 1809 wurde das Benediktinerinnenkloster in Radom aufgelöst. Als letzte Äbtissin wird Aniela Przyłuska genannt.
Das Klostergebäude wurde 1809 ein Feldlazarett. Von 1817 bis 1998 beherbergte es ein Gefängnis, das dann als Gefängnis für Untersuchungshäftlinge an die westliche Stadtgrenze verlegt wurde. Während der Proteste im Juni 1976 wurden dort Arbeiter bewusst mit Kriminellen zusammengesperrt, um sie in der Öffentlichkeit zu diskreditieren. Nach dem Umzug des Gefängnisses gingen die Gebäude an die Diözese zurück. Ein Teil von ihnen dient nach Renovierung und Umbau seit 2002 als Residenz des Bischofs von Radom und Sitz der Diözesankurie.